# Ф'юмедінізі
Ф'юмедінізі (італ. Fiumedinisi, сиц. Ciumidinisi) — муніципалітет в Італії, у регіоні Сицилія,  метрополійне місто Мессіна.
Ф'юмедінізі розташоване на відстані близько 500 км на південний схід від Рима, 180 км на схід від Палермо, 24 км на південний захід від Мессіни.
Населення — 1435 осіб (2014).
Щорічний фестиваль відбувається 25 березня. Покровитель — Maria Santissima Annunziata.

## Демографія
Населення за роками:

Станом на 1 січня 2023 року в муніципалітеті офіційно проживало 17 іноземців з 3 країн, серед них 13 громадян країн Євросоюзу.

## Сусідні муніципалітети
- Алі
- Алі-Терме
- Італа
- Манданічі
- Мессіна
- Монфорте-Сан-Джорджо
- Ніцца-ді-Сицилія
- Роккалумера
- Сан-П'єр-Нічето
- Санта-Лучія-дель-Мела